# Siemion Afanasjew
Siemion Pietrowicz Afanasjew (ros. Семён Петрович Афанасьев, ur. 1902, zm. 5 kwietnia 1979) – radziecki polityk, zastępca ministra kontroli państwowej ZSRR (1946–1950), przewodniczący Komitetu Wykonawczego Rady Obwodowej w Moskwie (1950–1952).
1923 ukończył Kaszyrski Instytut Przemysłowo-Rolniczy, 1925–1926 służył w Armii Czerwonej, 1926–1934 wykładowca w technikum mechanizacji gospodarki rolnej w guberni moskiewskiej/obwodzie moskiewskim, od 1928 w WKP(b). Od 1936 studiował w Moskiewskim Instytucie Mechanizacji i Elektryfikacji Gospodarki Rolnej, od 1938 był sekretarzem komitetu WKP(b) w tym Instytucie i zastępcą kierownika wydziału rolnego Komitetu Obwodowego WKP(b) w Moskwie. 1939–1946 kierownik wydziału rolnego Komitetu Obwodowego WKP(b) w Moskwie, 1941–1943 sekretarz Dmitrowskiego Komitetu Okręgowego WKP(b) w obwodzie moskiewskim, od 1946 do marca 1950 zastępca ministra kontroli państwowej ZSRR. Od 16 marca 1950 do 8 września 1952 przewodniczący Komitetu Wykonawczego Moskiewskiej Rady Obwodowej, następnie inspektor Wydziału Organów Partyjnych, Związkowych i Komsomolskich KC WKP(b)/KPZR, później kierownik Sektora Wydziału Pracy Organizacyjno-Partyjnej KC KPZR, od 1966 na emeryturze. Odznaczony Orderem Lenina.